# Ripley (Maine)
Ripley ist eine Town im Somerset County des Bundesstaates Maine in den Vereinigten Staaten. Im Jahr 2020 lebten dort 484 Einwohner in 315 Haushalten auf einer Fläche von 64,78 km².

## Geographie
Nach dem United States Census Bureau hat Ripley eine Gesamtfläche von 64,78 km², von der 63,74 km² Land sind und 1,04 km² aus Gewässern bestehen.

### Geographische Lage
Ripley liegt im Südosten des Somerset Countys und grenzt an das Penobscot County. Der Sebasticook River bildet die nördliche Grenze des Gebietes der Town. Zentral auf dem Gebiet der Town befindet sich der Ripley Pond. Die Oberfläche ist leicht hügelig, der im Nordwesten gelegene, 191 m hohe Fush Hill ist die höchste Erhebung.

### Nachbargemeinden
Alle Entfernungen sind als Luftlinien zwischen den offiziellen Koordinaten der Orte aus der Volkszählung 2010 angegeben.
- Norden: Cambridge, 6,3 km
- Osten: Dexter, Penobscot County, 11,0 km
- Südosten: Corinna, Penobscot County, 12,9 km
- Süden: St. Albans,7,9 km
- Westen: Harmony, 11,0 km

### Stadtgliederung
In Ripley gibt es vier Siedlungsgebiete: Ripley, Rogers' Mills, Todds Corner und West Ripley.

### Klima
Die mittlere Durchschnittstemperatur in Ripley liegt zwischen −11,1 °C (12 °F) im Januar und 20,0 °C (68 °F) im Juli. Damit ist der Ort gegenüber dem langjährigen Mittel der USA um etwa 9 Grad kühler. Die Schneefälle zwischen Oktober und Mai liegen mit bis zu zweieinhalb Metern mehr als doppelt so hoch wie die mittlere Schneehöhe in den USA; die tägliche Sonnenscheindauer liegt am unteren Rand des Wertespektrums der USA.

## Geschichte
Ripley wurde als Town am 11. Dezember 1816 organisiert. Vermessen wurde das Gebiet als Township No. 5, Fifth Range North of Waldo Patent (T5 R5 NWP), es gehörte zum Monmouth Academy Grant. Im Jahr 1834 wurde das Gebiet nördlich des Sebasticook River als eigenständige Town Cambridge organisiert. An St. Albans wurde 1862 Land abgegeben, dieser Landtausch wurde im Jahr 2002 zurückgenommen.
Besiedelt wurde das Gebiet um 1801 und benannt wurde die Town nach Eleazer Wheelock Ripley, General im Britisch-Amerikanischen Krieg und Abgeordneter für Louisiana im Repräsentantenhaus der Vereinigten Staaten.

### Einwohnerentwicklung
| Volkszählungsergebnisse – Town of Ripley, Maine | Volkszählungsergebnisse – Town of Ripley, Maine | Volkszählungsergebnisse – Town of Ripley, Maine | Volkszählungsergebnisse – Town of Ripley, Maine | Volkszählungsergebnisse – Town of Ripley, Maine | Volkszählungsergebnisse – Town of Ripley, Maine | Volkszählungsergebnisse – Town of Ripley, Maine | Volkszählungsergebnisse – Town of Ripley, Maine | Volkszählungsergebnisse – Town of Ripley, Maine | Volkszählungsergebnisse – Town of Ripley, Maine | Volkszählungsergebnisse – Town of Ripley, Maine |
| Jahr                                            | 1800                                            | 1810                                            | 1820                                            | 1830                                            | 1840                                            | 1850                                            | 1860                                            | 1870                                            | 1880                                            | 1890                                            |
| ----------------------------------------------- | ----------------------------------------------- | ----------------------------------------------- | ----------------------------------------------- | ----------------------------------------------- | ----------------------------------------------- | ----------------------------------------------- | ----------------------------------------------- | ----------------------------------------------- | ----------------------------------------------- | ----------------------------------------------- |
| Einwohner                                       |                                                 |                                                 | 325                                             | 644                                             | 591                                             | 641                                             | 655                                             | 584                                             | 550                                             | 478                                             |
| Jahr                                            | 1900                                            | 1910                                            | 1920                                            | 1930                                            | 1940                                            | 1950                                            | 1960                                            | 1970                                            | 1980                                            | 1990                                            |
| Einwohner                                       | 449                                             | 434                                             | 383                                             | 394                                             | 331                                             | 389                                             | 317                                             | 297                                             | 439                                             | 445                                             |
| Jahr                                            | 2000                                            | 2010                                            | 2020                                            | 2030                                            | 2040                                            | 2050                                            | 2060                                            | 2070                                            | 2080                                            | 2090                                            |
| Einwohner                                       | 452                                             | 488                                             | 484                                             |                                                 |                                                 |                                                 |                                                 |                                                 |                                                 |                                                 |

## Wirtschaft und Infrastruktur

### Verkehr
Durch Ripley verläuft in westöstlicher Richtung die Maine State Route 23, die Ripley mit Harmony im Westen und Dexter im Osten verbindet sowie die Maine State Route 152, die Ripley im Norden mit Cambridge und im Süden mit St. Albans verbindet.

### Öffentliche Einrichtungen
Es gibt keine medizinischen Einrichtungen in Ripley. Weitere befinden sich in Dexter, St. Albans, Dover und Hartland.
Ripley besitzt keine eigene Bücherei, die nächstgelegene ist die Abbott Memorial Library in Dexter.

### Bildung
Ripley gehört mit Athens, Brighton Plantation, Dexter, Exeter, Garland und Harmony zum Maine School Administrative District 46 und AOS 94.
Im Schulbezirk werden folgende Schulen angeboten:
- Ridge View Community School in Dexter, mit Schulklassen von Pre-Kindergarten bis zum 8. Schuljahr
- Harmony Elementary School in Harmony, mit Schulklassen von Pre-Kindergarten bis zum 8. Schuljahr
- Athens Community School in Athens, mit Schulklassen von Pre-Kindergarten bis zum 8. Schuljahr
- Dexter Regional High School in Dexter, mit Schulklassen vom 9. bis zum 12. Schuljahr